# Otto de la Bourde
Otto de la Bourde (1630, Cheb – 24. prosince 1708) byl kníže-biskup gurské diecéze jako Otto II.

## Život
Otto de la Bourde pocházel z rodiny císařského důstojníka původem z Piemontu sloužícího v Chebu.
V roce 1664 se Otto de la Bourde stal opatem benediktinského kláštera Banz v Horních Frankách a v této funkci se velice zasloužil o obnovu opatství silně poničeného událostmi selské války a církevní reformace.
Roku 1677 vstoupil do služeb císaře Leopolda I. jako skutečný rada. Jemu také Otto vděčil za přímluvu u salcburského knížete-arcibiskupa k získání biskupského stolce v roce 1697. Své funkce se ujal 7. července téhož roku v gurské katedrále. Kníže-biskup Otto II. si vedla jako příkladný pastýř a zbožný dobrodinec chudých a podporovatel chudinské nemocnice u svatého Ducha ve Strassburgu.
Za jeho vlády se poprvé rozhořel spor mezi Salcburkem a Gurkem o tzv. Mariborský okres. Otto udělil mariborskému faráři od sv. Petra vlastní jurisdikci, což salcburský kníže-arcibiskup chápal jako narušení své pravomoci metropolity.
Kníže-biskup Otto II. zemřel 24. prosince 1708 a dle svého přání byl pochován ve Strassburgu před hlavním oltářem kaple svatého Ducha (vedle chudinské nemocnice), jíž byl velikým dobrodincem. Svůj majetek odkázal císaři Josefovi I., z toho 10 000 zlatých mělo sloužit jako výkupné za rakouské vojáky z tureckého zajetí.